# ألان رون بيترسون
ألان رون بيترسون (بالسويدية: Allan Rune Pettersson)‏ هو مؤلف وكاتب سويدي، ولد في 9 مارس 1936 في ستوكهولم في السويد، وتوفي في 15 أغسطس 2018.